# Indigofera remota
Indigofera remota är en ärtväxtart som beskrevs av Baker f. Indigofera remota ingår i släktet indigosläktet, och familjen ärtväxter. Inga underarter finns listade i Catalogue of Life.